# Sarata (huyện)
Huyện Sarata (tiếng Ukraina: Саратський район, chuyển tự: Saratas’kyi raion) là một huyện của tỉnh Odessa thuộc Ukraina. Huyện Sarata có diện tích 1474 km², dân số theo điều tra dân số ngày 5 tháng 12 năm 2001 là 49911 người với mật độ 34 người/km2. Trung tâm huyện nằm ở Sarata.